# Jimmie Johnson
Jimmie Kenneth Johnson (El Cajon, 17 de setembro de 1975)  é um piloto de automobilismo estadunidense. É o maior campeão na NASCAR Cup Series, com sete títulos (2006 - 2010, 2013 e 2016). junto com Dale Earnhardt e Richard Petty. Até o 2018, obteve 83 vitórias e 224 top 5. Da suas vitórias destacam-se as 500 Milhas de Daytona de 2006 e de 2013, as 600 Milhas de Charlotte de 2003, 2004, 2005 e 2014, a Southern 500 de 2004 e 2012, e as 400 Milhas do Brickyard de 2006, 2008, 2009 e 2012. Também ganhou onze vezes no ovalo de Dover e nove em Martinsville.
Dirigiu o Chevrolet número 48 da equipe Hendrick Motorsports desde sua estreia em 2001. Também foi piloto da Fórmula Indy pela equipe Chip Ganassi. Atualmente, é dono de sua própria equipe na NASCAR, a LEGACY Motor Club, correndo em parte da temporada no Chevrolet número 84.
É considerado um dos maiores pilotos da história da NASCAR e do automobilismo mundial.

## Carreira Desportiva

### Inicio
Jimmie Johnson iniciou sua carreira aos quatro anos de idade, correndo em motocicletas. Logo, participou em algumas ligas off-road de veículos todo-o-terreno como o Mickey Thompson Entertainment Group (MTEG), o Short-course Off-road Drivers Association (SODA) e o SCORE Internationa, acumulando seis campeonatos, 25 vitórias e o premio do Novato do Ano nas três ligas. Também foi jornalista das corridas de SODA para ESPN
Em 1998 fez a mudança as corridas de stock cars, integrando o American Speed Association (ASA) sendo o novato do ano e terminando em quarto no geral. No ano seguinte obteve duas vitórias terminando em terceiro no campeonato no seu último ano.
Nos anos em que corria pela ASA, Johnson participou de oito provas pela NASCAR Busch Series (obtendo uma sétima posicão), sendo promovido a piloto fixo em 2000. Dirigindo um Chevrolet da equipe Herzog, na primera corrida da temporada, Johnson falhou em classifcar-se para a corrida em Daytona. No entanto, conseguiu seis chegadas entre os cinco primeiros, terminando a temporada na décima colocação como o terceiro melhor novato. Sofreu um acidente na prova em Watkins Glen, onde seus freios não funcionaram e bateu o muro numa alta velocidade. No entanto, Johnson ficou ileso.
A primeira vitória na Busch Series veio no ano de 2001 no ovalo de Chicago mas não foi além do oitavo lugar no campeonato. Nesse mesmo ano veio suas primeiras 3 provas na Nextel Cup num Chevrolet da equipe Hendrick, mas sem grandes resultados.

### NASCAR Cup Series

#### 2002-2005

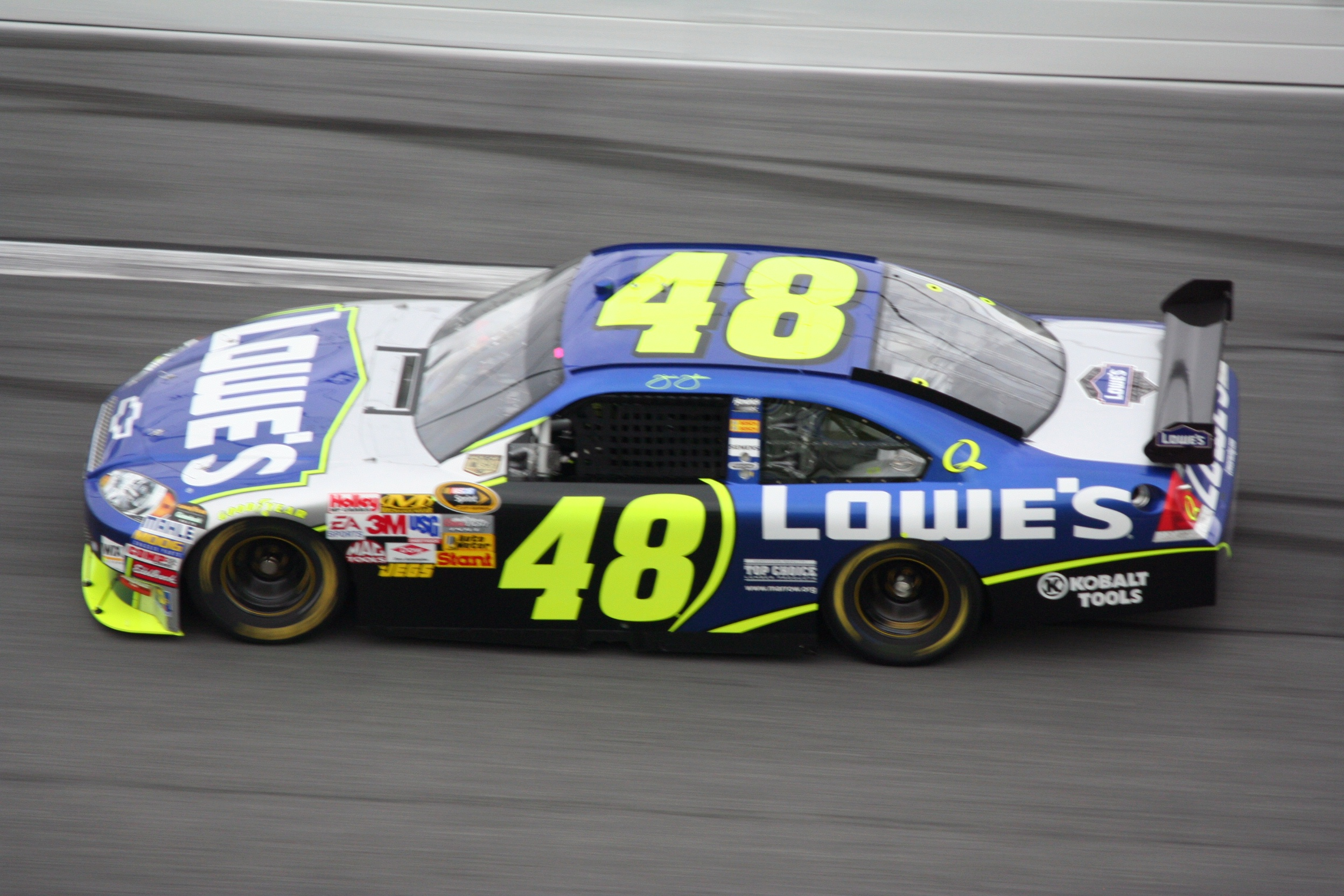
Carro de Jimmie Johnson na NASCAR em 2008

Jimmie Johnson tornou piloto fixo na NASCAR Cup Series em 2002 correndo pela Hendrick Motorsports de propriedade de Rick Hendrick, onde o tetra-campeão Jeff Gordon bancou a operação no carro 48. O ano trouxe 3 vitórias e uma quinta colocação no campeonato perdendo o prêmio de novato do ano para Ryan Newman mas compensando com o recorde de único novato a liderar a divisão principal na história da NASCAR.
Para 2003 manteve sua média de 3 vitórias, porém subindo na classificação final com o vice-campeonato atrás de Matt Kenseth. Nesse anos conquistou sua primeira vitória nas 600 Milhas de Charlotte, que é a prova mais longa do calendário com quase 1,000 km de percurso.
Em 2004 conquistou sua segunda vitória nas 600 milhas de Charlotte somado a outras 3 durante a temporada regular chegando ao play-off (Chase) na segunda colocação atrás de Jeff Gordon. Nas 4 provas iniciais do Chase obteve resultados não muito bons tirando muito suas chances de conquistar o título, porém conquistou 4 vitórias e um sexto lugar nas 5 provas restantes colocando-o a apenas 18 pontos do líder Kurt Busch faltando uma prova para terminar o campeonato.
Com o quinto lugar de Busch na prova de Homestead, Johnson necessitava vencer, mas não conseguiu tirar a vitória de Greg Biffle terminando na segunda colocação da prova e pela segunda vez era vice-campeão da categoria com apenas 8 pontos atrás do líder.
Johnson começou o ano de 2005 em grande forma terminando as 7 primeiras provas sempre entre os 10 primeiros colocados vencendo em Las Vegas e liderando o campeonato desde a terceira etapa. Liderança que foi mantida em 12 das 13 etapas seguintes. Mas após a suas desistência na prova de Indianapolis, perdeu a liderança para Tony Stewart. Sua segunda vitória no ano veio com a terceira consecutiva nas 600 milhas de Charlotte conquistada na última curva apóes ultrapassar Bobby Labonte que liderava.
Classificou-se tranquilamente para o playoff onde conquistou mais 2 vitórias, em Dover e a segunda no ano no circuito de Charlotte. Chegou a última prova do ano na segunda posição do campeonato com chances de título, mas problemas de pneu durante a corrida tiraram as chances de se tornar campeão pela primeira vez terminando em 5° no campeonato.

#### 2006-2010
Em 2006 classificou-se novamente para o Chase de forma segura iniciando as 10 provas finais na segunda colocação atrás de Matt Kenseth. Mas um acidente em New Hampshire o jogou para nono após a primeira prova dos playoffs. Seguiram então um resultado regular em Dover, problemas nas últimas voltas em Kansas e um acidente na última volta em Talladega provocado pelo seu companheiro de equipe Brian Vickers o colocaram a 156 pontos do líder. Um sequencia de 5 provas excelente de Johnson com uma vitória em Martinsville e quatro segundos lugares permitiram que ele chegasse a Homestead como líder do campeonato. Na última prova Johnson fez uma prova visando se manter próximo de seus rivais diretos pelo título garantindo assim seu primeiro título da NASCAR.
Em 2007 disputou o título ponto a ponto com seu padrinho Jeff Gordon, no chase daquele ano Gordon começou muito bem com duas vitórias consecutivas, mas Johnson não se abateu e reagiu logo na sequência com quatro vitórias consecutivas (recorde que dura até hoje) atingindo a marca impressionante de 10 vitórias em uma temporada e rumou para o seu bicampeonato, enterrando de vez as chances do 5° título do #24. Em 2008, 2009 e 2010, Johnson voltou a ser campeão da Monster Energy Cup, tornando-se o primeiro piloto a ganhar 4, e depois 5 títulos consecutivos do mais importante campeonato de corrida dos Estados Unidos.

#### 2011-2016
Em 2011 Johnson obteve a vitória na Aaron's 499 de Talladega, vencendo por dois milesimos de segundos a Clint Bowyer, sendo o final mais apertada da história da categoría, empatado com a Carolina Dodge Dealers 400 de Dover do ano 2003. Nos playoffs venceu em Kansas, mas só somou dois segundos lugares e um décimo como melhores resultados, ficando sexto no campeonato com um total de 14 top 5. No ano seguinte, Johnson conseguiu cinco vitórias e 18 top 5, incluído nas 400 Milhas de Brickyard. Nos playoffs chegou com a liderança do campeonato faltando duas provas para o final, com uma pequena vantagem sobre Brad Keselowski. No entanto, em Phoenix teve um acidente pela rotura do seu pneu direito dianteiro e em Homestead-Miami sofreu uma falha mecânica. Finalmente ficou terceiro no campeonato atrás de Bowyer e Keselowski.
Em 2013 conseguiu seu 6º título obtendo seis vitórias e 16 top 5, vencendo nesta vez Matt Kenseth. Da suas vitórias, se destacam as 500 Milhas de Daytona e as Coke Zero 400.
Em 2014 Johnson obteve três vitórias na temporada regular, mas sofreu maus resultados na segunda ronda dos playoffs, ficando eliminado. Logo, conseguiu uma vitória em Texas 2 para concluir 11° no campeonato. Na temporada seguinte venceu em cinco corridas na temporada. Mas por uma falha mecânica em Dover ficou eliminado da primeira ronda dos playoffs, concluindo décimo no campeonato com 14 chegadas entre os cinco primeiros.
Em 2016 fez história na NASCAR, conquistando seu sétimo título e se igualando a Richard Petty e Dale Earnhardt como os maiores campeões da NASCAR Cup Series. Na temporada regular venceu em Atlanta e Fontana e chegou na ronda final dos playoffs com vitórias em Charlotte e Martinsville. Em Homestead, após largar da última posição ele venceu a Ford EcoBoost 400, no qual liderou apenas 2 voltas de 268.

#### 2017-presente
Em 2017, Johnson obteve três vitórias em Bristol, Texas e Dover na temporada regular, classificando-se aos playoffs. No entanto, apesar de ficar eliminado em terceira ronda, concluiu décimo na tabela geral com 4 top 5 e 11 top 10. No ano seguinte, não pôde ganhar uma corrida, sendo a primeira vez para ele, só obteve dois top 5, ficando 14º no campeonato. Esteve perto de ganhar no circuito misto de Charlotte (última corrida da primeira ronda dos playoffs), na última volta brigava com Martin Truex Jr. pela liderança da prova, mas na última curva bloqueou seus freios, batendo Truex; ambos atrasaram-se nas posições, com Ryan Blaney aproveitando e ganhando a prova. Com isto, Johnson ficou empatado em pontos com Kyle Larson e Aric Almirola por duas vagas na seguinte ronda dos playoffs. Infelizmente, Johnson teve piores resultados que os outros dois pilotos na primeira ronda, e foi eliminado dos playoffs.
Em 2019 foi a primeira vez que Johnson não pôde se classifcar aos playoffs, desde sua implementação em 2004.

### Fórmula Indy
Piloto da equipe Chip Ganassi Racing, em seu ano de estreia (2021) não disputou provas em circuitos ovais. Em 2022 passou a competir nestes circuitos, sendo 6º em sua estreia no Texas. Na Indy 500 foi o segundo melhor estreante classificado, largando em 12º.

### Competições diversas
Jimmie participou da International Race of Champions (IROC) nos anos de 2003 e 2004 conseguindo 1 vitória nas 8 provas disputadas.
Johnson integrou a equipe americana campeã na corrida dos campeões ocorrida na Espanha em 2002 junto com seu companheiro de equipe na NASCAR Jeff Gordon e Colin Edwards das competições de motos.

## Principais vitórias

### NASCAR -Monster Energy NASCAR Cup Series
- 2002 - NAPA Auto Parts 500 (Fontana), MBNA Platinum 400 (Dover) e MBNA All-American Heroes 400 (Dover)
- 2003 - Coca-Cola 600 (Charlotte), New England 300 (Loudon) e Sylvania 300 (Loudon)
- 2004 - Carolina Dodge Dealers 400 (Darlington), Coca-Cola 600 (Charlotte), Pocono 500 (Pocono), Pennsylvania 500 (Pocono), (Darlington), UAW-GM Quality 500 (Charlotte), Subway 500 (Martinsville) e Bass Pro Shops MBNA 500 (Atlanta)
- 2005 - UAW-DaimlerChrysler 400 (Las Vegas), Coca-Cola 600 (Charlotte), MBNA NASCAR RacePoints 400 (Dover) e UAW-GM Quality 500 (Charlotte)
- 2006 - Daytona 500 (Daytona), UAW-DaimlerChrysler 400 (Las Vegas), Aaron's 499 (Talladega), Allstate 400 at The Brickyard (Indianapolis) e Subway 500 (Martinsville)
- 2016 - Bank of America 500, Goody's Headache Relief Shot 500, Ford EcoBoost 400

### NASCAR -Xfinity Series
- 2001 - Chicagoland

### International Race of Champions
- 2003 - Indianapolis